# Workday, Inc.
Workday, Inc. er en amerikansk cloud-baseret financial management, human capital management og Student information system softwareudvikler. Workday blev etableret i 2005 af David Duffield og Aneel Bhusri og lanceret i november 2006.
Workday blev børsnoteret i oktober 2012 med en værdiansættelse på 9,5 mia. $.